# Teija Nieminen
Pour les articles homonymes, voir Nieminen.
Teija Nieminen, est une biathlète finlandaise.

## Biographie
En 1985, pour ses débuts en mondial, elle remporte sa première médaille aux Championnats du monde avec le bronze sur le relais avec Pirjo Mattila et Tuija Vuoksiala. Aux Championnats du monde 1986, elle est notamment neuvième de l'individuel, son seul top dix personnel.

## Palmarès

### Championnats du monde
| Épreuve    | 1985 à Ruhpolding | 1986 à Falun |
| ---------- | ----------------- | ------------ |
| Individuel | 12e               | 9e           |
| Sprint     | 14e               | 13e          |
| Relais     | Bronze            | 4e           |